# Muraltia langebergensis
Muraltia langebergensis är en jungfrulinsväxtart som beskrevs av Margaret Rutherford Bryan Levyns. Muraltia langebergensis ingår i släktet Muraltia och familjen jungfrulinsväxter. Inga underarter finns listade i Catalogue of Life.